# Валамир
Валами́р (гот. 𐍅𐌰𐌻𐌰𐌼𐌴𐍂𐍃, лат. Valamirus) — король остготов, правил приблизительно в 440—469 годах, из династии Амалов. Старший сын Вандалара. При жизни Валамира оба младшие его брата, Теодемир и Видимир, не нося королевского сана, участвовали в управлении остготским народом и стояли во главе отдельных его племён. Характеризуя Валамира, Иордан в своём труде «О происхождении и деяниях гетов» писал, что тот отличался стойкостью в сохранении тайн, ласковостью в разговоре, уменьем распутать коварство.

## Биография

### Остготы под властью гуннов

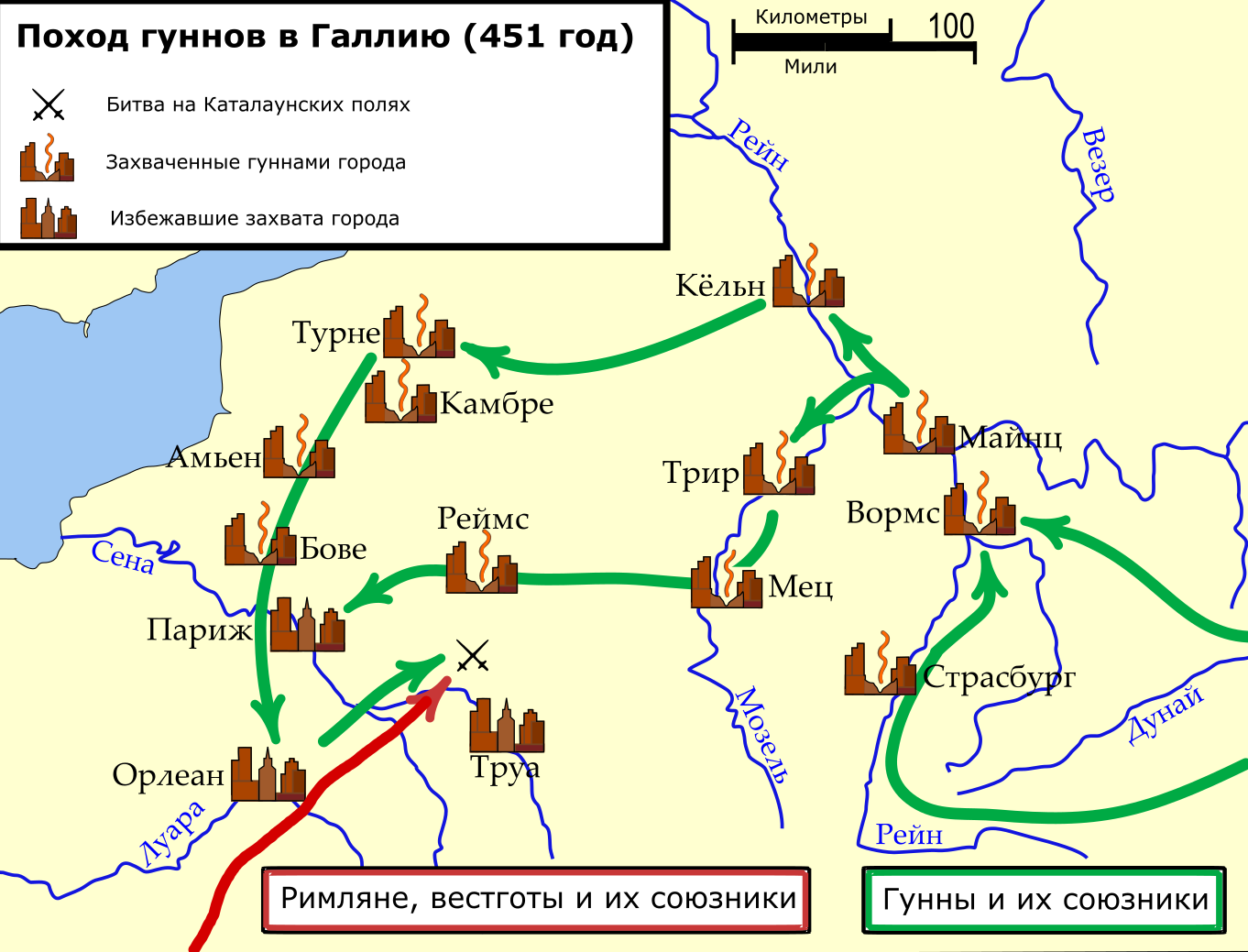
Поход гуннов в Галлию (451 год)

В 451 году король гуннов Аттила двинулся в Галлию. За ним последовали многие народности, в том числе гепиды долины Тисы, которыми командовал король Ардарих, и остготы, находившиеся под началом братьев-королей Валамира, Теодемира и Видимира. 15 июля 451 года в битве на Каталаунских полях гунны и подвластные им народы были остановлены римлянами, вестготами и их союзниками под руководством Аэция. Причём в этом сражении готы воевали против готов: остготы Валамира, Теодемира и Видимира бились против вестготов короля Теодориха I. Рассказывают даже, что некий Андагис из рода Амала метнул копьё убившее Теодориха I. Аттила отступил, а через два года в 453 году он умер.

### Остготы селятся в Паннонии
После смерти Аттилы началась вражда между его сыновьями. Подвластные народы вернули себе свободу, первыми гепиды, король которых Ардарих в битве на реке Нетаде (Недао) в Паннонии в 454 году разгромил гуннов. В этом сражении погиб Эллак, сын Аттилы. Хотя остготы весьма неохотно вспоминали об этом и делали всё, чтобы их потомки забыли об этом неприятном факте, но почти нет сомнений, что в битве при Недао они сражались на стороне гуннов. Это положение дел верно запечатлела «Песнь о сыновьях госпожи Хельхен». После этого остготы, как побеждённая сторона были вынуждены сняться с насиженных мест и просить восточно-римского императора Маркиана разрешения поселиться в Империи. Маркиан предоставил им земли в Паннонии, при условии, что за ежегодную плату готы Валамира станут заслоном на паннонской Саве для защиты Далмации и Верхней Мёзии от других варваров. В происшедших перемещениях Валамир не смог удержать в своих руках королевскую власть над всеми гуннскими готами. Часть остготов, самое позднее после битвы при Недао, отказалась повиноваться Валамиру и поступили на воинскую службу в Константинополь. Они сперва находились под командованием родственника Валамира, некого Амала носящего латинское имя Триарий. А после того как он умер, видимо, во второй половине 50-х годов, власть принял его сын Теодорих Страбон. Остготы Амалов Андагиса и Анделы, которые в 451 году сражались под началом Валамира на стороне гуннов, после распада гуннского королевства тоже отделились от готов Валамира и поселились в Добрудже и в Северной Болгарии вместе с аланами, скирами и сарматскими садагарами.

### Распределение земель между тремя братьями
В Паннонии остготы расселились в трёх кантонах, по числу братьев; Валамир как король был их верховным правителем. Самой западной из трёх частей правил Теодемир, самой слабой была центральная часть — младшего брата Видимира, тогда как Валамир как сильнейший взял себе восточную часть, которой грозила наибольшая опасность. Согласно современной географии Тиодемир владел центром и югом комитата Шомодь и северо-восточной Хорватией, Видимир — Верхней Славонией и Валамир — Нижней Славонией. Вероятно, Валамир и его братья располагали контингентом приблизительно из 18 000 воинов.

### Попытка гуннов вновь подчинить остготов
Едва остготы заключили союз с императором, как на востоке вновь появились гунны. В 456 году они напали на короля Валамира, «беглого своего раба», причём так неожиданно, что он вынужден был обороняться один, без поддержки братьев. Всё же Валамиру удалось отбить нападение. Побеждённые, вероятно, отступили к Днепру. Утверждают, что в день, когда весть о победе Валамира достигла Теодемира, у того родился сын — будущий Теодорих Великий.

### Отношения с Византией
В 457 году во главе Восточной империи стал Лев I; он попытался пересмотреть союз с паннонскими готами. «Привычные ежегодные выплаты» не поступали. Через два года в 459 году Валамир послал гонцов в Константинополь по поводу соблюдения верности договору. Но его посланцы вернулись только с одним сообщением — как хорошо при императорском дворе приняли Теодориха Страбона и его людей. Тогда Валамир начал войну. Остготы продвинулись по долине реки Моравы на юг до Эпира. Даже столица, Дураццо, оказалась в руках остготов. Восстание федератов достигло своей цели; имперское правительство выделило на «привычные ежегодные выплаты» 300 фунтов золота в год, и готы вернулись в Паннонию. Тогда же маленький Теодорих был послан как заложник в Константинополь и пробыл там 10 лет. В течение этого десятилетия между готами и римлянами сохранялся мир или, по крайней мере, то, что они хотели считать таковым.
Пока Валамир в 467 или 468 году подчинял оставшихся во Внутренней Паннонии сарматских садагаров, сын Аттилы Денгизик (Денгицих) попытался захватить город Бассианы между Сингидуном и Сирмием. Валамир повернул назад и разбил гуннов. Денгизик пал. Это была последняя попытка гуннов вернуть себе господство над остготами.

### Выступление свевов и скиров. Гибель Валамира
В то время как силы остготов были связаны на востоке, через готскую Савию на Далмацию двинулись северопаннонские свевы. Они смогли беспрепятственно пройти по территории Теодемира, угнать готский скот, и, нагруженные добычей, повернули обратно. Однако Теодемир встретил их у озера Пелсо и взял в плен вместе с их предводителем Хунимундом. Чтобы получить свободу, свевскому королю пришлось стать «сыном Теодимира по оружию». Нежеланная честь, которая должна была упрочить его зависимость от готов, не произвела на свевского короля должного впечатления и он немедленно начал плести заговор против остготов. Прежде всего, он хотел разделить и ослабить готские силы. Либо ещё в 468 году, либо в начале 469 года против Валамира внезапно выступили скиры долины Тисы и он и на этот раз вновь остался один. Хотя остготы и победили, но сам Валамир пал в этом сражении. По словам Иордана, чтобы ободрить своих, он скакал перед войском верхом на коне; испугавшись, конь упал и сбросил седока, который тут же был пронзён вражескими копьями. Иоанн Антиохийский датировал переход власти от Валамира к Теодемиру консульством Зенона, то есть 469 годом.